# Tony Mandarich
(en) Statistiques sur pro-football-reference
Ante Josip Mandarich, dit Tony Mandarich, (né le 23 septembre 1966 à Oakville dans la province d'Ontario au Canada) est un joueur canadien de football américain qui évoluait au poste d'offensive tackle.

## Biographie
Deuxième joueur choisi à la draft 1989 de la NFL par les Packers de Green Bay et considéré à l'époque comme « le meilleur prospect de ligne offensive de tous les temps » par Sports Illustrated, il est aujourd'hui considéré comme un des plus mauvais choix de draft de l'histoire de la NFL. En effet, en 1989, il est sélectionné après Troy Aikman mais avant notamment trois joueurs intronisés comme Aikman au Pro Football Hall of Fame : Barry Sanders, Derrick Thomas et Deion Sanders.